# Grå snapper
Grå snapper (Lutjanus griseus) är en fisk i familjen Lutjanidae som finns vid östra Amerikas kust.

## Utseende
Den gråa snappern har en långsträckt kropp med en ryggfena med 10 taggstrålar och 13 – 14 mjukstrålar. Analfenan har samma uppbyggnad med 3 taggstrålar och 7 – 8 mjukstrålar. Bröst- och bukfenor är små. Kroppsfärgen varierar, men är vanligen grå till grönbrun med skiftningar i grått, gult eller rött. Fenorna (utom de färglösa bröstfenorna) är mörka, med vita eller gula kanter. Munnen är stor, med flera, tunna tänder och fyra kraftiga huggtänder i överkäken. Ungfiskar har ett kraftigt, mörkt band från munnen genom ögat och ett svagare blått streck på kinden under ögat. Deras fenor är dessutom annorlunda färgade: rödorgange med mörka kanter.
Fisken blir vanligtvis omkring 40 cm lång, men den kan som mest nå en längd av 89 cm och väga uppemot 20 kg. Högsta åldern uppskattas till 25 år.

## Vanor
Den gråa snappern kan uppehålla sig både ute till havs, gärna vid rev, men också nära kusten där den kan gå upp i flodmynningarna. Ungfiskarna uppehåller sig gärna i tidvattensströmmar, i mangroveträsk och bland sjögräs. I vissa områden (södra Florida) kan den även gå upp i sjöar. Arten bildar gärna stora stim. Den uppehåller sig från 5 till 180 meters djup, men håller sig oftast över 50 metersnivån.

### Föda
Födan, som framför allt fångas nattetid, består av kräftdjur som räkor och krabbor, bläckfiskar, snäckor, småfiskar samt till viss del även plankton. Ynglen lever av djurplankton som hoppkräftor och märlkräftor, medan ungfiskarna, som till skillnad från de vuxna jagar i sjögräsfält under dagen, främst tar småfisk och kräftdjur, men också havsborstmaskar och blötdjur.

### Fortplantning
Arten blir könsmogen vid omkring 2 års ålder, vid en längd av 18 – 33 cm. Lektiden omfattar april till november med höjdpunkten förlagd till sommaren. Flera individer leker samtidigt i anslutning till fullmåne. Äggen, som sjunker till botten, kläcks inom ett dygn efter läggningen. Leken upprepas flera gånger under lektiden. Antalet ägg varierar starkt, men håller sig vanligen mellan 500 000 till nästan 6 milijoner.

## Kommersiell användning
Den gråa snappern är en mycket populär sportfisk och uppskattad matfisk. Den förekommer även i allmänna akvarier, och det förekommer att den förökar sig där.

## Utbredning
Arten finns i sydöstra Nordamerika och nordöstra Sydamerika från Massachusetts i USA över Mexikanska golfen, Bermudas, Västindien och Karibiska sjön till Rio de Janeiro i Brasilien.